# Diócesis de Xianxian
La diócesis de Xianxian o de Sienhsien (en latín: Dioecesis Scienscienensis y en chino: 天主教献县教区) es una circunscripción eclesiástica de la Iglesia católica en China. Se trata de una diócesis latina, sufragánea de la arquidiócesis de Pekín. Desde el 20 de marzo de 2000 su obispo es Joseph Li Lian-gui, aunque para el Anuario Pontificio está vacante desde el 15 de octubre de 1968. En 1981 la Asociación Patriótica Católica China la renombró a diócesis de Cangzhou, sin el asentimiento de la Santa Sede. 

## Territorio y organización
La diócesis tiene 8400 km² y extiende su jurisdicción sobre los fieles católicos de rito latino residentes en parte de la ciudad prefectura de Cangzhou en la provincia de Hebei. 
La sede de la diócesis se encuentra en el condado de Xian (o Xianxian), en donde se halla la Catedral del Sagrado Corazón, consagrada el 1 de octubre de 2003, reconstruida en el lugar de la catedral anterior, que fuera consagrada el 28 de marzo de 1866 y destruida en 1966.
En 1950 en la diócesis existían 221 parroquias.

## Historia

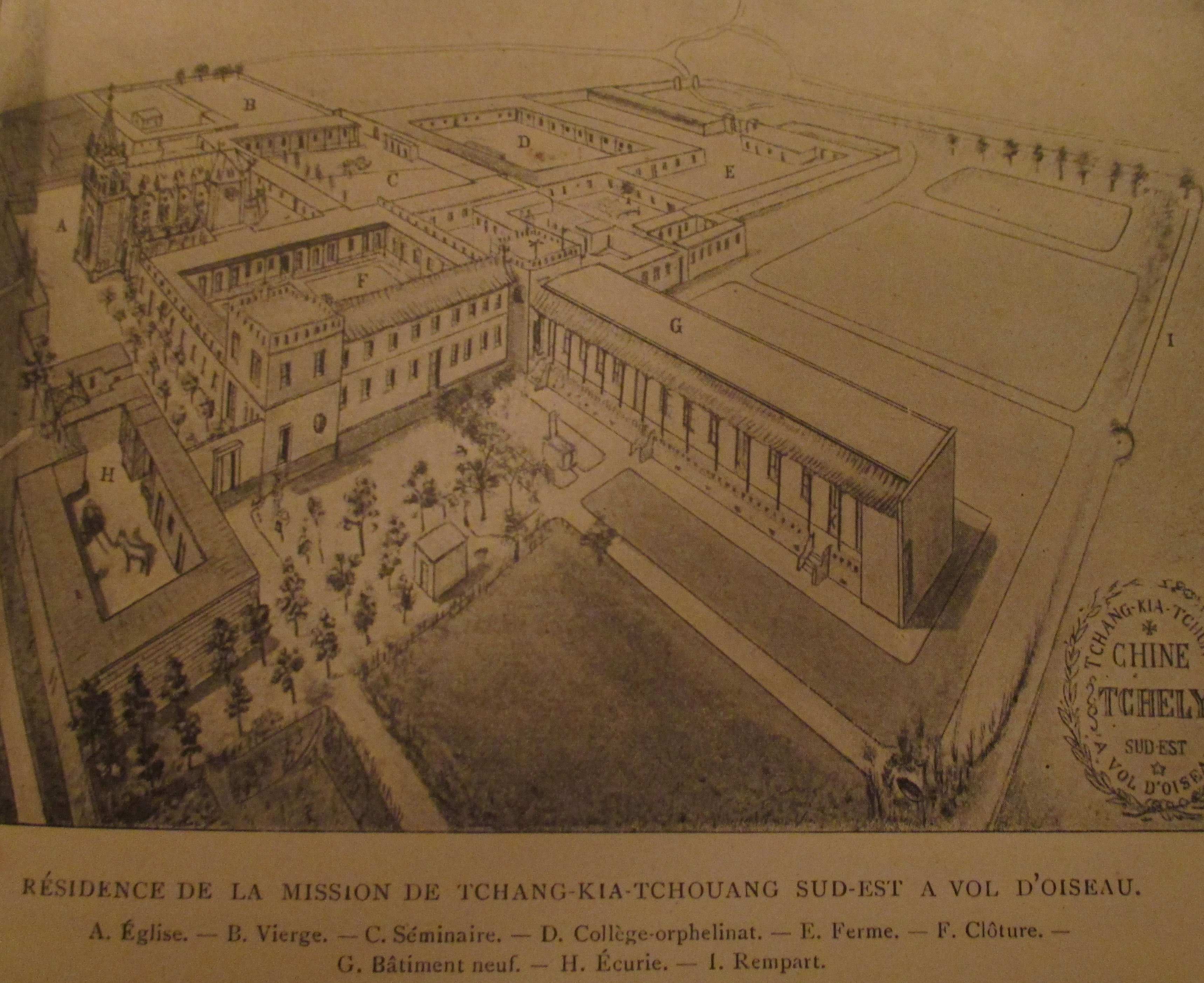
Centro de la misión en 1900

La comunidad católica en el área de Xianxian se remonta a la misión jesuita de Matteo Ricci en 1582 y es una de las comunidades católicas más antiguas de China.
El vicariato apostólico de Pekín Oriental fue erigido el 30 de mayo de 1856 con el breve Pastorum principis del papa Pío IX, obteniendo el territorio de la suprimida diócesis de Pekín (hoy arquidiócesis). Fue entregado a los jesuitas franceses.
Posteriormente tomó el nombre de vicariato apostólico de Ce-Li Sudoriental.
En el verano de 1900 durante el Levantamiento de los bóxers casi todas las 674 iglesias del vicariato apostólico fueron destruidas, 5153 católicos, incluyendo 4 sacerdotes, fueron asesinados.
El 3 de diciembre de 1924 volvió a cambiar el nombre asumiendo el de vicariato apostólico de Siensien en virtud del decreto Vicarii et Praefecti de la Congregación de Propaganda Fide.
El 24 de mayo de 1929 cedió una porción de su territorio para la erección de la prefectura apostólicas de Yongnian (hoy diócesis de Yongnian o de Weixian) mediante el breve Quod Nobis del papa Pío XI.
El 11 de marzo de 1935 cedió una porción de su territorio para la erección de la prefectura apostólica de Daming (hoy diócesis de Daming) mediante la bula Catholicae fidei del papa Pío XI.
El 24 de abril de 1939 cedió otra porción de su territorio para la erección de la prefecturas apostólicas de Yongnian (ahora diócesis de Weixian) mediante el breve Ad uberiores del papa Pío XI.
El 15 de julio de 1939 24 profesores y estudiantes del seminario mayor del vicariato apostólico fueron enterrados vivos por el Ejército de Japón porque creían que tenían vínculos con el 8.º Ejército de Ruta. Otros 19 sacerdotes y monjas sufrieron la misma suerte el 8 de septiembre de 1941.
El 11 de abril de 1946 el vicariato apostólico fue elevado a diócesis con la bula Quotidie Nos del papa Pío XII.
El 12 de julio de 1949 la provincia de Hebei fue ocupada por el Partido Comunista de China, que se impuso en la guerra civil y proclamó la República Popular China el 1 de octubre de 1949. Todos los misioneros extranjeros fueron expulsados de China comunista. En 1951 China comunista y la Santa Sede rompieron relaciones diplomáticas, reconociendo la Santa Sede a la República de China en Taiwán como el legítimo gobierno chino.
La Asociación Patriótica Católica China fue creada con el apoyo de la Oficina de Asuntos Religiosos de la República Popular de China en 1957, con el objetivo de controlar las actividades de los católicos en China. Su nombre público es Iglesia católica china y es referida como la "Iglesia oficial" en contraposición a la "Iglesia subterránea" o "Iglesia clandestina" leal a la Santa Sede.
En el período de 1966 a 1976 la Revolución Cultural se ensañó especialmente contra la religión, destruyéndose numerosas iglesias. El 25 de febrero de 1967 el obispo Zhao Zhensheng fue arrestado y murió en prisión el 15 de octubre de 1968.
En 1981 la Asociación Patriótica Católica China renombró la diócesis a Cangzhou, sin consultar a la Santa Sede.
Los obispos "oficiales" de la diócesis, tras la muerte de Francisco Javier Zhao Zhenshen, fueron Jean Liu Dinghan (de 1982 a 1998, retirado), Pierre Hou Jingwen (fallecido el 23 de octubre de 1999), Joseph Li Liangui (desde el 20 de marzo de 2000 ). Los obispos "clandestinos" fueron: Paul Li Zhenrong (obispo desde 1983 hasta su muerte el 20 de abril de 1992) y Zhang Weizhu (desde 1992). En 2006 la diócesis celebró el 150 aniversario de su fundación.
El 22 de septiembre de 2018 se firmó en Pekín el Acuerdo provisional entre la Santa Sede y la República Popular de China sobre el nombramiento de los obispos. El 22 de octubre de 2020 el acuerdo fue prorrogado por otros dos años y en octubre de 2022 por otros dos años más.
Debido a la situación particular de la Iglesia católica en China, la Santa Sede no nombra obispos para las diócesis chinas, que son sedes oficialmente vacantes incluso en presencia de obispos reconocidos por Roma.

## Estadísticas
Según el Anuario Pontificio 2002 la diócesis tenía a fines de 1950 un total de 62 000 fieles bautizados.
| Año                                                                             | Población            | Población | Población      | Sacerdotes | Sacerdotes    | Sacerdotes    | Bautizados por sacerdote | Diáconos permanentes | Religiosos | Religiosos | Parroquias |
| Año                                                                             | Bautizados católicos | Total     | % de católicos | Total      | Clero secular | Clero regular | Bautizados por sacerdote | Diáconos permanentes | Varones    | Mujeres    | Parroquias |
| ------------------------------------------------------------------------------- | -------------------- | --------- | -------------- | ---------- | ------------- | ------------- | ------------------------ | -------------------- | ---------- | ---------- | ---------- |
| 1950                                                                            | 62 000               | 2 200 000 | 2.8            | 119        | 35            | 84            | 521                      |                      | 135        | 85         | 221        |
| Fuente: Catholic-Hierarchy, que a su vez toma los datos del Anuario Pontificio. |                      |           |                |            |               |               |                          |                      |            |            |            |

Según algunas fuentes estadísticas, en 2005 contaba con 75 000 bautizados, 206 iglesias y capillas y casi 100 sacerdotes, que subió a 128 con las ordenaciones de 2012.

## Episcopologio

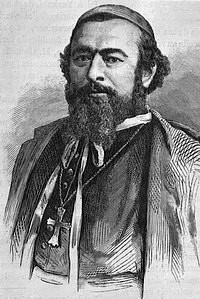
Adrien Languillat, primer vicario apostólico de Ce-li Sudoriental

- Adrien Languillat, S.I. † (30 de mayo de 1856-9 de septiembre de 1864 nombrado vicario apostólico de Kiang-nan)
- Édouard Dubar, S.I. † (9 de septiembre de 1864-1 de julio de 1878 falleció)
- Henri-Joseph Bulté, S.I. † (23 de marzo de 1880-14 de octubre de 1900 falleció)
- Henri Maquet, S.I. † (20 de julio de 1901-23 de diciembre de 1919 falleció)
- Henri Lécroart, S.I. † (23 de diciembre de 1919 por sucesión-2 de diciembre de 1936 renunció)
- François-Xavier Chao Cheng-sheng (Zhao Zhensheng), S.I. † (2 de diciembre de 1937-15 de octubre de 1968 falleció)
  - Sede vacante
  - Paul Li Zhenrong † (abril de 1983 consagrado-20 de abril de 1992 falleció)
  - Zhang Weizhu † (1992-?)
  - Paul Song Wei-li, C.M. † (6 de mayo de 1994-20 de julio de 1996 falleció)
  - Jean Liu Dinghan † (10 de octubre de 1982 consagrado-septiembre de 1998 renunció)
  - Peter Hou Jing-wen † (septiembre de 1998 por sucesión-23 de octubre de 1999 falleció)
  - Joseph Li Lian-gui, consagrado el 20 de marzo de 2000